# Šesteroškrge raže
Šesteroškrge raže (lat. Hexatrygon), monotipični rod riba hrskavičnjača, jedina u porodici Hexatrygonidae, dio je reda Myliobatiformes.
Jedina vrsta je H. bickelli raširena po Indopacifiku: Južna Afrika istočno do Japana, Australije i Havajskih otoka.

## Opis
Živi na dubinama od 350 – 1120 m., obično 362 – 1120 m. Maksimalna duljina: 143 cm; 111,7 cm (ženka). Dorzalne bodlje nema; Leđnih mekih šipčica nema. Duga, debela, mesnata njuška. Tamnoljubičasto-plava ili smećkasta odozgo, bijela odozdo.
Njuška može djelovati kao elektroreceptivni organ. Škržni otvori 6; škržni lukovi 6. Lubanja bez krijesta iznad očiju. Vrlo mali mozak u stražnjem dijelu velike lubanje. Velike spirale s vanjskim zalistkom u obliku režnja i duboko iza očiju. Dvije nazubljene bodlje na repu. Duljina diska veća od širine. Nosnice široko postavljene, s kratkim prednjim nosnim zaliscima.

## Vanjske poveznice
|  | Wikivrste imaju podatke o taksonu Hexatrygon |